# Svet (priimek)
Svet je priimek več znanih Slovencev:
- Alfonz Svet (1859–1943), duhovnik, minorit, teolog
- Bogdan Svet (1933–2024), športni pedagog
- Mateja Svet (*1968), alpska smučarka
- Peter Svet (*1949), atlet, trener